# Zoznam.sk
Zoznam.sk – słowacki portal internetowy. Został założony w 1997 roku jako pierwsza wyszukiwarka internetowa na Słowacji.
W rankingu Alexa serwis był notowany globalnie na miejscu: 3285 (grudzień 2020), na Słowacji: 6 (grudzień 2020).